# 3 Brandenburska Dywizja Lotnictwa Myśliwskiego
3 Brandenburska Dywizja Lotnictwa Myśliwskiego (3 DLM) – związek taktyczny lotnictwa myśliwskiego ludowego Wojska Polskiego.

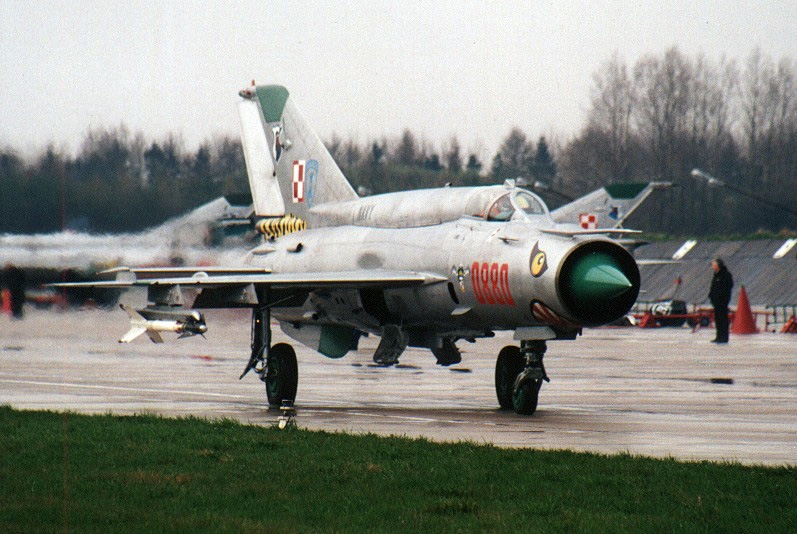
MiG-21

## Historia
Dywizja powstała z przemianowania 11 Dywizji Lotnictwa Myśliwskiego.
Sztab dywizji stacjonował w Świdwinie.
Dziedzictwo tradycji 3 Brandenburskiej Dywizji Lotnictwa Myśliwskiego nadano dywizji rozkazem MON nr 55/MON z 7 października 1967, zmieniając jednocześnie dotychczasową nazwę dywizji. Rozkazem tym dywizja została przemianowana na 3 Brandenburską Dywizję Lotnictwa Myśliwskiego. 
Dywizja, jako jedna z pierwszych, eksploatując samoloty MiG-21, brała udział w prestiżowych pokazach i ćwiczeniach. Piloci dywizji jako pierwsi dokonali lądowania na migach na autostradzie. Pierwszym pilotem, który tego dokonał, był kpt. pil. Zbigniew Biedrzycki z 4 plm.

## Przeformowania
3 Dywizja Lotnictwa Myśliwskiego (rozformowana) ↙   11 Dywizja Lotnictwa Myśliwskiego (1951 - 1967)  →  3 Brandenburska Dywizja Lotnictwa Myśliwskiego (1967 – 1971)  →  3 Brandenburska Dywizja Szturmowa (1971 – 1982) →  3 Brandenburska Dywizja Lotnictwa Myśliwsko-Bombowego (1982 – 1998)  → 1 Brygada Lotnictwa Taktycznego (1998 – 2009) →  1 Skrzydło Lotnictwa Taktycznego